# Rencontre sur l'Atlantique
Pour plus de détails, voir Fiche technique et Distribution.
Rencontre sur l'Atlantique (Spotkanie na Atlantyku) est un film polonais réalisé par Jerzy Kawalerowicz, sorti en 1980.

## Fiche technique
- Titre original : Spotkanie na Atlantyku
- Titre français : Rencontre sur l'Atlantique
- Réalisation : Jerzy Kawalerowicz
- Scénario : Jerzy Kawalerowicz et Boleslaw Michalek
- Costumes : Grazyna Hase et Elzbieta Radke
- Photographie : Jerzy Łukaszewicz
- Montage : Maria Kuzminska-Lebiedzik
- Musique : Piotr Figiel
- Pays d'origine : Pologne
- Format : Couleurs - 35 mm - Mono
- Genre : drame
- Durée : 120 minutes
- Dates de sortie :
  - Pologne : 16 septembre 1980

## Distribution
- Teresa Budzisz-Krzyzanowska : Magda
- Ignacy Gogolewski : Nowak
- Marek Walczewski : Walter
- Małgorzata Niemirska : Irena
- Feliks Parnell : le vieux
- Marek Lewandowski : Zbyszek
- Waclaw Ulewicz : le prêtre